# Sarah Storey
Sarah Storey (nacida como Sarah Bailey, Mánchester, 26 de octubre de 1977) es una deportista británica que compitió en natación adaptada y ciclismo adaptado. Ganó 28 medallas en los Juegos Paralímpicos de Verano entre los años 1992 y 2020.

## Palmarés internacional
| Juegos Paralímpicos | Juegos Paralímpicos | Juegos Paralímpicos | Juegos Paralímpicos          |
| Año                 | Lugar               | Medalla             | Prueba                       |
| ------------------- | ------------------- | ------------------- | ---------------------------- |
| 1992                | Barcelona (España)  | Medalla de oro      | 100 m espalda S10            |
| 1992                | Barcelona (España)  | Medalla de oro      | 200 m estilos SM10           |
| 1992                | Barcelona (España)  | Medalla de plata    | 400 m libre S10              |
| 1992                | Barcelona (España)  | Medalla de plata    | 4 × 100 m libre S7-10        |
| 1992                | Barcelona (España)  | Medalla de plata    | 4 × 100 m estilos S7-10      |
| 1992                | Barcelona (España)  | Medalla de bronce   | 100 m libre S10              |
| 1996                | Atlanta (EE. UU.)   | Medalla de oro      | 100 m braza SB10             |
| 1996                | Atlanta (EE. UU.)   | Medalla de oro      | 100 m espalda S10            |
| 1996                | Atlanta (EE. UU.)   | Medalla de oro      | 200 m estilos SM10           |
| 1996                | Atlanta (EE. UU.)   | Medalla de plata    | 400 m libre S10              |
| 1996                | Atlanta (EE. UU.)   | Medalla de bronce   | 100 m libre S10              |
| 2000                | Sídney (Australia)  | Medalla de plata    | 100 m espalda S10            |
| 2000                | Sídney (Australia)  | Medalla de plata    | 4 × 100 m estilos (34 ptos.) |
| 2004                | Atenas (Grecia)     | Medalla de plata    | 100 m braza SB9              |
| 2004                | Atenas (Grecia)     | Medalla de plata    | 200 m estilos SM10           |
| 2004                | Atenas (Grecia)     | Medalla de bronce   | 100 m libre S10              |

| Juegos Paralímpicos | Juegos Paralímpicos     | Juegos Paralímpicos | Juegos Paralímpicos    |
| Año                 | Lugar                   | Medalla             | Prueba                 |
| ------------------- | ----------------------- | ------------------- | ---------------------- |
| 2008                | Pekín (China)           | Medalla de oro      | Contrarreloj LC1-2/CP4 |
| 2012                | Londres (R. Unido)      | Medalla de oro      | Ruta C4-5              |
| 2012                | Londres (R. Unido)      | Medalla de oro      | Contrarreloj C5        |
| 2016                | Río de Janeiro (Brasil) | Medalla de oro      | Ruta C4-5              |
| 2016                | Río de Janeiro (Brasil) | Medalla de oro      | Contrarreloj C5        |
| 2020                | Tokio (Japón)           | Medalla de oro      | Ruta C4-5              |
| 2020                | Tokio (Japón)           | Medalla de oro      | Contrarreloj C5        |

| Juegos Paralímpicos | Juegos Paralímpicos     | Juegos Paralímpicos | Juegos Paralímpicos              |
| Año                 | Lugar                   | Medalla             | Prueba                           |
| ------------------- | ----------------------- | ------------------- | -------------------------------- |
| 2008                | Pekín (China)           | Medalla de oro      | Persecución individual LC1-2/CP4 |
| 2012                | Londres (R. Unido)      | Medalla de oro      | Persecución individual C5        |
| 2012                | Londres (R. Unido)      | Medalla de oro      | 500 m contrarreloj C4-5          |
| 2016                | Río de Janeiro (Brasil) | Medalla de oro      | Persecución individual C5        |
| 2020                | Tokio (Japón)           | Medalla de oro      | Persecución individual C5        |